# عبد الله آل عياف
عبد الله آل عياف صانع أفلام، روائي، كاتب، ومخرج سينمائي سعودي حائز على جوائز. عين رئيساً تنفيذياً لهيئة الأفلام في السعودية في يونيو من عام 2020م. أخرج العديد من أفلام منها: التسجيلي (السينما 500 كم) عام 2006 (الحائز على النخلة الذهبية لأفضل فيلم تسجيلي بمسابقة أفلام السعودية 2008)، وهو بطول 42 دقيقة ويتناول قضية منع صالات السينما في المملكة العربية السعودية، والثاني فيلم روائي قصير بطول 19 دقيقة وبعنوان (إطار) وحصل فيه على جائزة لجنة التحكيم الخاصة لمسابقة أفلام من الإمارات عام 2007، والثالث فيلم (مطر) وطوله 23 دقيقة الحائز على النخلة الفضية بمسابقة أفلام السعودية. والرابع فيلم (عايش) والذي حقق عددا من الجوائز كجائزة أفضل فيلم قصير بمهرجان الخليج السينمائي، وجائزة ألف الفضية لأفضل فيلم شرق أوسطي بمهرجان بيروت السينمائي الدولي. عرضت جميع أفلامه في العديد من المهرجانات والتظاهرات السينمائية حول العالم بدول مثل الإمارات ومصر وفرنسا ولبنان وهولندا والولايات المتحدة الأمريكية والهند وإيران وإنجلترا والبحرين وعمان والجزائر وبولندا وإسبانيا.
شارك بتأسيس وتحرير صفحة السينما بصحيفة الوطن السعودية، وقام بالكتابة الصحفية في كل من صحيفة الشرق الأوسط، ومجلة المجلة. كما كتب عمود اسبوعي بصحيفة الوطن.
كتب زاوية أسبوعية بعنوان (مباشر) بصحيفة الرياض تهتم بقضايا السينما والفضائيات والإعلام والثقافة بشكل عام. كما يكتب مقالات متنوعة حول السينما في الصفحة السينمائية الأسبوعية بنفس الصحيفة.
شارك في عدد من الندوات السينمائية والثقافية المتنوعة داخل وخارج البلاد، وحل ضيفا على العديد من القنوات العالمية الشهيرة. تقوم العديد من الصحف الدولية باستكتابه بين وقت وآخر للحديث عن تجربته أو عن الوضع السينمائي في المملكة العربية السعودية فظهر في صحف كالواشنطن بوست، ومجلة فارايتي وغيرها.

## التعليم
تخرج في كلية الهندسة الميكانيكية في جامعة الملك فهد للبترول والمعادن عام 2001م.

## الجوائز
- فيلم «السينما 500 كم» جائزة النخلة الذهبية لأفضل فيلم تسجيلي- مهرجان أفلام السعودية 2008.
- فيلم "إطار"" جائزة لجنة التحكيم الخاصة - مسابقة أفلام من الإمارات - القسم الخليجي 2007.
- فيلم «مطر» جائزة النخلة الفضية للفيلم القصير - مسابقة أفلام السعودية 2008.
- فيلم «عايش» جائزة أفضل فيلم قصير (المركز الأول)- مهرجان الخليج السينمائي 2010.[1]
- فيلم «عايش» جائزة المركز الثاني (ألف الفضية)- مهرجان بيروت السينمائي الدولي 2010.[7]
- فيلم «عايش» جائزة أفضل سيناريو (المركز الأول) - مهرجان الفيلم السعودي 2014م.[8]

## الترشيحات
- فيلم «إطار» جائزة المهر لأفضل فيلم قصير: مهرجان دبي السينمائي الدولي 2007
- فيلم «إطار» جائزة أفضل فيلم قصير: مهرجان وهران السينمائي، الجزائر 2007
- فيلم «السينما 500 كم» جائزة أفضل فيلم قصير: مهرجان مسقط السينمائي، عمان 2007
- فيلم «مطر» جائزة أفضل فيلم قصير: مهرجان بيروت السينمائي الدولي، لبنان 2008
- فيلم «عايش» - مهرجان بيروت السينمائي الدولي 2010

## مشاركات أخرى
- مهرجان دبي السينمائي 2008، الإمارات العربية المتحدة
- مهرجان القارات الثلاث، فرنسا
- مهرجان الخليج السينمائي، الإمارات العربية المتحدة
- مهرجان أمل السينمائي، أسبانيا
- مهرجان دي سي السينمائي، الولايات المتحدة الأمريكية
- بينالي السينما العربية، فرنسا
- مهرجان نابل السينمائي، تونس
- مهرجان الفيلم العربي، هولندا
- مهرجان الخليج السينمائي، الإمارات العربية المتحدة
- بينالي السينما العربية، فرنسا
- بالإضافة لعشرات المشاركات في مهرجانات دولية وثقافية حول العالم.

## المشاركة بلجان تحكيم المهرجانات السينمائية
تم اختياره عضوا في لجان عدد من المهرجانات السينمائية منها:
- مهرجان أبو ظبي السينمائي، الإمارات العربية المتحدة، 2011.[9]
- مهرجان الخليج السينمائي، الإمارات العربية المتحدة، 2012.[10]
- مهرجان أفلام السعودية، الدمام، الممل؛ ة العربية السعودية 2015.[11]

## مناصب سابقة
عمل في عملاق صناعة الطاقة في العالم، شركة أرامكو السعودية، وتقلد عددا من المناصب:
- رئيس البرامج في الجناح السعودي في اكسبو 2020
- مدير البرامج في موسم الشرقية 2019
- رئيس البرامج والمبادرات في مركز الملك عبد العزيز الثقافي العالمي - إثراء 2017-2020
- رئيس العلاقات الإعلامية، أرامكو السعودية 2017
- رئيس الإنتاج المرئي والمسموع، أرامكو السعودية 2015
- رئيس الفعاليات، أرامكو السعودية 2016.[12]

## المؤلفات
- (حفرة إلى السماء) رواية. صدرت عن دار مسكلياني بالتعاون مع دار رشم للنشر والتوزيع عام 2020 ودخلت للقائمة الطويلة في ترشيحات الجائزة العالمية للرواية العربية.[13][14]

## وصلات خارجية
- عبد الله آل عياف على موقع IMDb (الإنجليزية)
- عبد الله آل عياف على موقع قاعدة بيانات الفيلم (الإنجليزية)
- عبد الله آل عياف على موقع كينوبويسك (الروسية)